# Edred av England
Edred (eng. Eadred), född cirka 923, död 23 november 955, var kung av England från 946 till 955.

## Biografi
Edred  var son till Edvard den äldre i hans tredje äktenskap.
Han efterträdde sin bror Edmund I 946. Precis som sina äldre bröder segrade Edred över vikingar. Edred var en starkt religiös man med mycket svag hälsa (han kunde knappt äta). Han dog 23 november 955, i Frome i Somerset och begravdes i katedralen i Winchester. Han efterträddes av sin brorson Edwy.